# 동아시아계 캐나다인
동아시아계 캐나다인(東-系 -人, 영어: East Asian Canadians)은 캐나다에 이민한 동아시아인과 그들의 자손을 칭한다. 

## 종류
- 한국계 캐나다인
- 중국계 캐나다인
- 일본계 캐나다인
- 타이완계 캐나다인
- 홍콩계 캐나다인
- 몽골계 캐나다인

## 같이 보기
- 문화 동화
- 아시아계 캐나다인
- 한국계 캐나다인
- 동아시아인